# بندار بن الحسين
بنْدَار بن الْحُسَيْن بن مُحَمَّد بن الْمُهلب الشيرازي، ويُكنّى أبا الْحُسَيْن، أحد علماء أهل السنة والجماعة ومن أعلام التصوف السني في القرن الرابع الهجري، وصفه الذهبي بأنه «القدوة شيخ الصوفية»، وقال عنه أبو عبد الرحمن السلمي: «انَ عَالما بالأصول لَهُ اللِّسَان الْمَشْهُور فِي علم الْحَقَائِق»، وَكَانَ أَبُو بكر الشبلي يُكرمهُ ويعظم قدره، وقال عنه الخطيب البغدادي: «كان بندار من أهل الفضل المتميزين بالمعرفة والعلم». أصله من شيراز (مدينة في إيران)، وسكن أرجان، صحب الشبلي، وحدث عن إبراهيم بن عبد الصمد الهاشمي بحديث واحد، وَكان بَينه وَبَين أبي عبد الله بن خَفِيف مفاوضات فِي مسَائِل شَتَّى، وخدم أبا الحسن الأشعري، وكان ذا أموال فأنفقها وتزهد وله معرفة بالكلام والنظر. مَاتَ سنة 353 هـ، وغسله أَبُو زرْعَة الطَّبَرِيّ.

## من أقواله
- إِن الصُّوفِي من اخْتَارَهُ الله لنَفسِهِ فصافاه وَعَن نَفسه براه وَلم يردهُ إِلَى تعْمل وتكلف بِدَعْوَى وصوفي على زنة عوفي أَي عافاه الله وكوفي أَي كافأه الله وجوزي أَي جازاه الله فَفعل الله تَعَالَى ظَاهر على اسْمه، وَأما المتقرى فَهُوَ الْمُتَكَلف بِنَفسِهِ الْمظهر لزهده مَعَ كمون رغبته وتربيته لبشريته فاسمه مُضْمر فِي فعله لرؤية نَفسه ودعواه.[2]
- الصُّوفِيَّة متفقون فِي الوحدانية فِي الْجُمْلَة قولا متفرقون فِي الْوُصُول إِلَيْهَا مُعَاينَة ومنازلة وكل وَاحِد يسْتَحق اسْم مَا ظهر عَلَيْهِ من حَاله الَّذِي هُوَ بِهِ مَوْصُوف بعد اتِّفَاقهم فِي الوحدانية قولا فَمن بَين مُجْتَهد وزاهد وعابد وخائف وراج وغني وفقير ومريد وَمُرَاد وصابر وراض ومتوكل ومحب ومستهتر ومستأنس ومشتاق وواله وهائم وواجد وَيُسمى بِمَا عَلَيْهِ من الْجَمِيع.[2]
- صحبة أهل البدع تورث الإعراض عن الحق.[5]